# Добрович, Петар
Пе́тар До́брович (серб. Петар Добровић; 14 января 1890, Печ, Австро-Венгрия — 27 января 1942, Белград, Югославия) — сербский художник-модернист и политик.
В списке «100 самых известных сербов» занимает 95 место.

## Биография
Сербско-немецкого происхождения. Обучался живописи в Будапеште и Париже. В 1911 и 1917 годах выставлялся в Будапеште.
Занимался политической деятельностью.
По итогам Парижской мирной конференции историческая область Баранья отходила к Венгрии. 14 августа 1921 г. на Великом народном собрании в присутствии 15-20 тысяч человек художник Петар Добрович предложил создать независимую республику, которая будет включать в себя область Баранья и некоторые близлежащие территории. В итоге он был президентом Сербско-Венгерской Республики Баранья-Байя. Руководство республики было социалистическим, но строй декларировался не диктатурой пролетариата, а широкой демократией; её поддержала как коммунистическая, так и либеральная эмиграция (например, Оскар Яси). Но властям республики так и не удалось добиться международного признания. Линдер и Добрович вели переговоры с премьер-министром Королевства сербов, хорватов и словенцев Николой Пашичем, но безуспешно — в самом КСХС преследовались левые, и симпатии к социалистической республике югославское руководство не испытывало. Сразу после ухода сербской армии на её территорию вошла венгерская армия, и республика перестала существовать через 8 дней после своего провозглашения.
Затем жил в Королевстве Югославии. Работал профессором Академии изобразительных искусств в Белграде. Умер во время Второй мировой войны в период немецкой оккупации Белграда и был похоронен в Новом белградском кладбище.

## Творчество
В начальном периоде своего творчества был сторонником импрессионизма и кубизма. С 1924 г. дружил с художником-модернистом Игнятом Йобом.
Пе́тар До́брович — видный представитель колористического стиля экспрессионизма в живописном искусстве Югославии 1930-х годов, известен портретами и пейзажами.

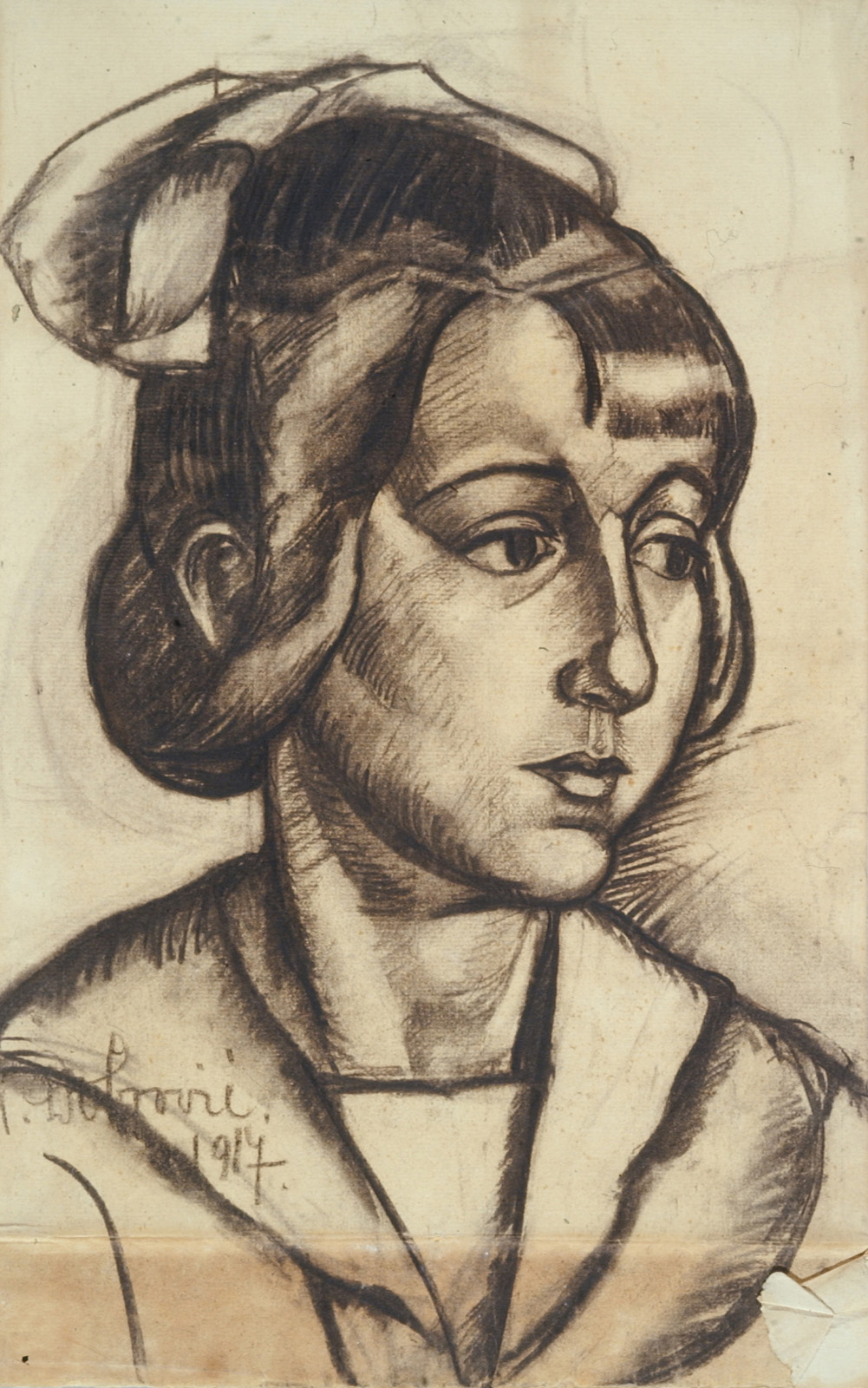
Голова девочки, 1917
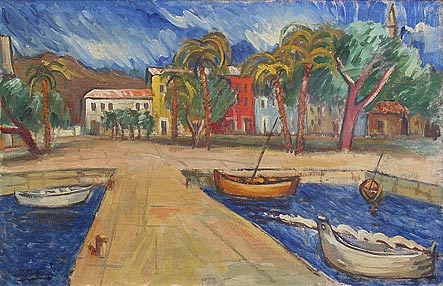
Пейзаж, 1936
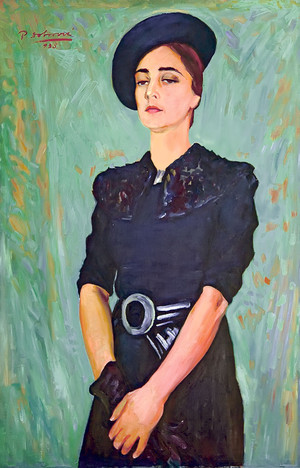
Портрет Ольги Добрович, 1938